# Amsterdam Westhaven

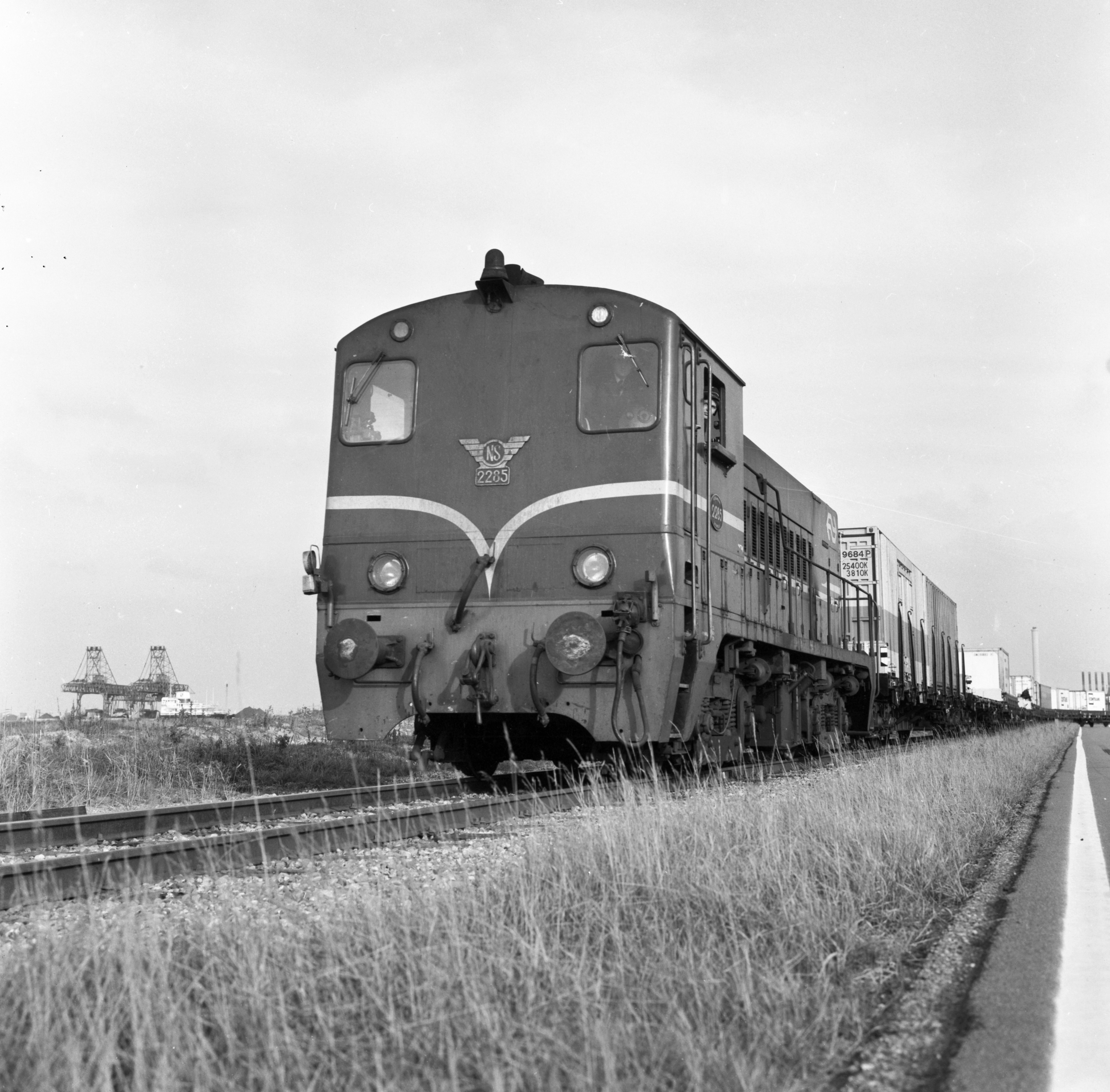
Loc NS 2285 in met een containertrein in de Westhaven; 1969.

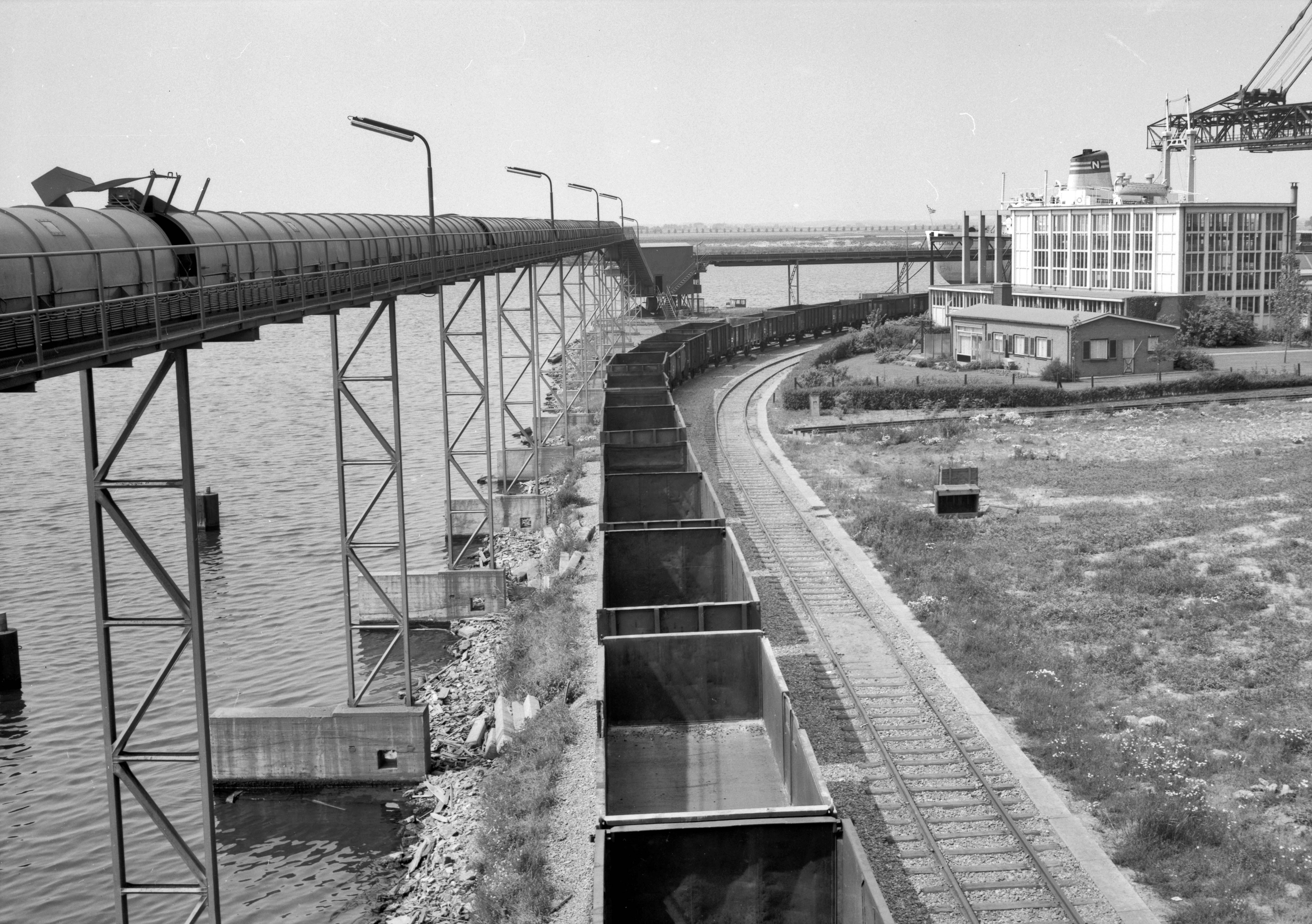
Ertsoverslag bij het Overslag Bedrijf Amsterdam (O.B.A.) aan de Sonthaven bij de Westhaven; 1961.

Amsterdam Westhaven (afgekort Awhv) is een goederenstation en raccordement in het Westelijk Havengebied in Amsterdam-Westpoort. In engere zin wordt met deze benaming het emplacement aangeduid tussen de Nieuwe Hemweg en de Westhavenweg, in ruimere zin alle (goederen)sporen in het Westelijk Havengebied, met uitzondering van het raccordement Amsterdam Houtrakpolder.
Veel kleinere spooraansluitingen op het raccordement zijn in de loop der jaren in onbruik geraakt, maar enkele grotere bedrijven vervoeren nog steeds per spoor, vooral containers (Ceres Amsterdam Marine Terminal), auto's (Koopman Car Terminal), cacao (div. Veembedrijven) en steenkool (OBA Bulk Terminal Amsterdam).
Het raccordement sluit op twee plaatsen aan op de hoofdspoorweg: ten westen van station Amsterdam Centraal, bij de Zaanstraat, en ten westen van station Amsterdam Sloterdijk, waar ook de aansluiting op het raccordement Amsterdam Houtrakpolder is.